# Kyosuke Matsuyama
Kyosuke Matsuyama (en japonés: 松山恭助, Matsuyama Kyosuke; Tokio, 19 de diciembre de 1996) es un deportista japonés que compite en esgrima, especialista en la modalidad de florete.
Participó en dos Juegos Olímpicos de Verano, obteniendo una medalla de oro en París 2024, en la prueba por equipos (junto con Takahiro Shikine, Kazuki Iimura y Yudai Nagano), y el cuarto lugar en Tokio 2020, en la misma prueba.
Ganó dos medallas en el Campeonato Mundial de Esgrima de 2023, oro por equipo y bronce individual.

## Palmarés internacional
| Juegos Olímpicos   | Juegos Olímpicos | Juegos Olímpicos  | Juegos Olímpicos    |
| Año                | Lugar            | Medalla           | Prueba              |
| ------------------ | ---------------- | ----------------- | ------------------- |
| 2024               | París (Francia)  | Medalla de oro    | Florete por equipos |
| Campeonato Mundial |                  |                   |                     |
| Año                | Lugar            | Medalla           | Prueba              |
| 2023               | Milán (Italia)   | Medalla de oro    | Florete por equipos |
| 2023               | Milán (Italia)   | Medalla de bronce | Florete individual  |